# Жупанівка
Жупа́нівка — село в Україні, у Горщиківській сільській територіальній громаді Коростенського району Житомирської області. Населення становить 65 осіб (2001).

## Населення

### Мова
Розподіл населення за рідною мовою за даними перепису 2001 року:
| Мова       | Відсоток |
| ---------- | -------- |
| українська | 100 %    |

## Історія
У 1906 році — село Іскоростської волості Овруцького повіту Волинської губернії. Відстань від повітового міста 61 верст, від волості 21. Дворів 5, мешканців 24.
6 листопада 1921 року під час Листопадового рейду через Жупанівку проходила Волинська група (командувач — Юрій Тютюнник) Армії Української Народної Республіки.
У 1925—54 роках — адміністративний центр Жупанівської сільської ради Коростенського району.
До 22 липня 2016 року село входило до складу Горщиківської сільської ради Коростенського району Житомирської області.

## Відомі люди
- Литовченко Олег Валерійович (1973—2014) — молодший сержант Збройних сил України, учасник російсько-української війни.